# Bettina Zopf
Bettina Zopf (nascida a 19 de Julho de 1974) é uma política austríaca do Partido Popular que serve como membro do Conselho Nacional desde 2019. Ela também é vereadora municipal na cidade de Altmünster.